# Veronika Schmidt
Veronika Hesse-Schmidt (Harzgerode, 24 augustus 1952) is een Oost-Duits langlaufster.

## Carrière
Hesse-Schmidt won tijdens de wereldkampioenschappen van 1974 de zilveren medaille in de estafette. In 1976 tijdens Hesse-Schmidt haar olympische debuut won ze de bronzen medaille op de estafette. Vier jaar later in het Amerikaanse Lake Placid won Hesse-Schmidt de titel op de estafette. In hetzelfde jaar werd Hesse-Schmidt wereldkampioen op de niet olympische 20 kilometer.

## Belangrijkste resultaten

### Olympische Winterspelen
| Editie | Plaats      | Resultaten                      |
| ------ | ----------- | ------------------------------- |
| 1976   | Innsbruck   | 12e 5 km · 8e 10 km · estafette |
| 1980   | Lake Placid | 7e 5 km · 8e 10 km · estafette  |

### Wereldkampioenschappen langlaufen
| Editie | Plaats      | Resultaten                      |
| ------ | ----------- | ------------------------------- |
| 1974   | Falun       | 5e 5 km · estafette             |
| 1976   | Innsbruck   | 12e 5 km · 8e 10 km · estafette |
| 1980   | Lake Placid | 7e 10 km · 8e 10 km · estafette |
| 1980   | Falun       | 20 km                           |
| 1982   | Oslo        | estafette                       |